# دانیل گابریل فارنهایت
گابریل دانیل فارنهایت (به آلمانی: Daniel Gabriel Fahrenheit) (زاده ۱۶۸۶ میلادی- درگذشته ۱۷۳۶ میلادی) دانشمند آلمانی، ابتدا به آمستردام رفت تا شغل معلمی برعهده گیرد اما ذوق و حرفه اصلی وی ساختن وسایل هواشناسی بود. چون در آن زمان برای مطالعه اقیلم‌ها دماسنج ضرورت داشت. او توجه خاصی به ساختن اسباب اندازه‌گیری دما کرد. در قرن هفدهم نوعی دماسنج‌های گازی و الکلی ساخته شدند که دقت کافی نداشتند. فارنهایت جیوه را مورد استفاده قرار داد و در سال ۱۷۱۴ میلادی دماسنج جیوه‌ای ساخت. وی نخست راهی برای پاک‌سازی جیوه ابداع کرد که به دیواره نچسبد. دماسنج جیوه‌ای توانایی اندازه‌گیری دماهای پایین‌تر از نقطه انجماد آب و بالاتر از نقطه جوش آن را دارا بود.
فارنهایت نتایج تحقیقات خود را در سال ۱۷۲۴ میلادی منتشر کرد و در همان سال به عضویت انجمن سلطنتی انگلستان برگزیده شد.